# Koriakine
 (octobre 2018).
- Si vous ne connaissez pas le sujet, laissez ce bandeau (vous pouvez alors contacter les auteurs).
- Si vous supprimez le contenu mis en cause (vous pouvez préalablement contacter les auteurs),

argumentez précisément cette suppression dans la page de discussion
(un manque de référence n'est pas un argument ; une recherche réelle de référence doit avoir été effectuée, être formellement documentée).
Koriakine est un dessinateur de bande dessinée français.

## Biographie
Né à Lyon, français d'origine espagnole, il vit le plus souvent en Espagne. Après des études aux arts appliqués[Où ?], il entame sa carrière dans l'édition et publie quatre premiers albums aux éditions Glénat. Il devient ensuite tour à tour animateur de dessins animés, storyboarder pour la publicité, designer, créateur événementiel, réalisateur de trailers, ainsi qu'une courte carrière de garment designer aux USA.
Son style de dessin reste très influencé par le comics américain. Formé aux Beaux Arts classiques, Koriakine a sculpté, illustré et peint des œuvres variées.
Il assure le dessin pour le diptyque Spiritus & Sancti, sur un scénario de Patrice Buendia et  Philippe Chanoinat (2003-2005). La collaboration avec Buendia reprend pour le diptyque Bull, thriller policier publié en 2009-2010. 

## Publications
- Les ombres du cortège Éditions Joker Glénat
- Le tombeau de l'ombre Éditions Joker Glénat
- Cyrano de Bergerac Éditions Joker Glénat Vents d'Ouest
- Le Cinquième cercle Éditions Joker Glénat
- Bull, scénario de Patrice Buendia, Éditions Joker

1. Opus 1. Les Légions de sang, 2009  (ISBN 978-2-87265-402-4)
2. Opus 2. Le Syndrome du scorpion, 2010  (ISBN 978-2-87265-431-4)

- Spiritus & Sancti, scénarios de Patrice Buendia et Philippe Chanoinat, Bamboo, collection Grand Angle

1. Complot à Daguelloz, 2003  (ISBN 2-912715-83-0)
2. La citadelle du chaos, 2005  (ISBN 2-915309-14-0)